# Temple d'Hathor (Deir el-Médineh)
Pour les articles homonymes, voir Temple d'Hathor.
Le temple d'Hathor de Deir el-Médineh est un temple de l'Égypte antique situé dans la nécropole thébaine, sur la rive ouest du Nil, dans le village antique de Deir el-Médineh. Ce bâtiment date de l'époque ptolémaïque.

## Description

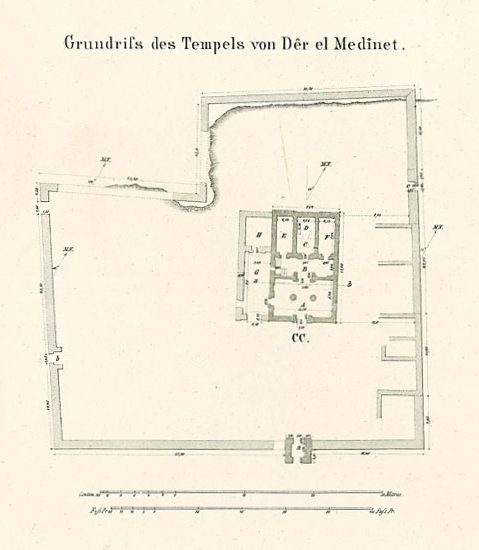
Plan du temple d'après Karl Richard Lepsius.

Le temple ptolémaïque d'Hathor se compose de plusieurs bâtiments entourés d'une enceinte en brique. Ce complexe est situé au nord de Deir el-Médineh, dans une zone occupée par de nombreux autres temples et chapelles datant d'époques antérieures. Le complexe du temple d'Hathor est bordé au nord par la chapelle d'Hathor de Séthi Ier et le temple d'Amenhotep Ier. À l'est, l'entrée du temple ptolémaïque fait directement face à celle du temple d'Amon de Ramsès II.
Le temple d'Hathor est situé au milieu d'une cour entourée d'une enceinte rectangulaire en briques. Un propylône en grès engagé dans l'enceinte permet d'accéder au temple. Il s'agit du plus tardif temple égyptien ceint d'un mur imitant une forteresse. L'enceinte contient également les traces de bâtiments plus anciens, datés des XVIIIe et XIXe dynastie, dont certains ont été vraisemblablement rasés lors de la construction du temple ptolémaïque, y compris une partie du temple voisin d'Amenhotep Ier. Ainsi, les marches à l'entrée du temple datent de Ramsès II.
Le temple lui-même est un édifice rectangulaire en grès orienté selon un axe sud-est/nord-ouest. Le bâtiment s'ouvre sur un péristyle formé de colonnes lotiforme et papyriforme. Le péristyle est suivi d'un pronaos contenant plusieurs piliers ornés de la tête de la déesse Hathor. Un escalier dans le pronaos permet d'accéder au toit du temple. Le naos au fond du bâtiment est divisé en trois chapelles où étaient vénérés Hathor, et dans une moindre mesure, Maât, la triade de Thèbes et la triade de Médamoud. Imhotep et Amenhotep fils de Hapou, deux grands savants en leur temps déifiés après leur mort, sont aussi représentés dans le temple.
La chapelle centrale est dédiée à Hathor, celle de gauche à Amon-Sokar-Osiris et celle de droite est dédiée à Amon-Rê-Osiris.
Au delà du temple lui-même, d'autres bâtiments ont été construits dans l'enceinte à la même époque que le temple, notamment un mammisi en brique le long du mur sud-ouest du temple, ou encore une chapelle dédiée à Isis à l'arrière du temple. De plus, plusieurs chapelles votives sont présents près du mur sud-ouest de l'enceinte .

### Galerie

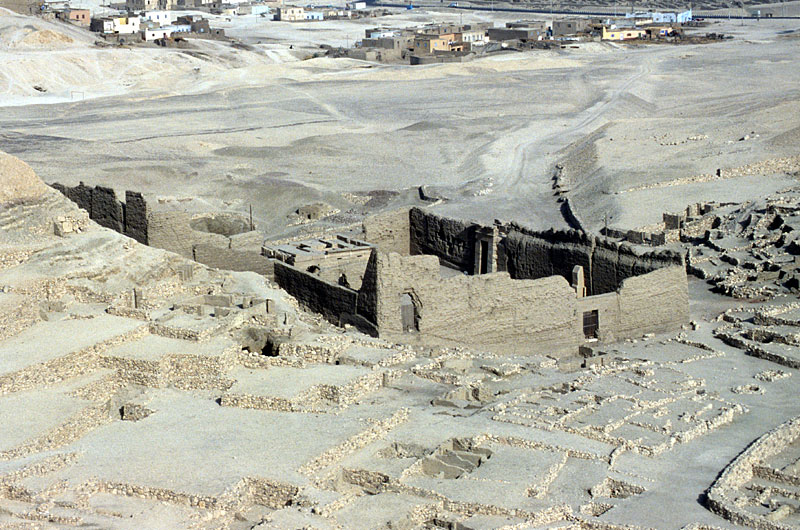
Ve aérienne du temple et de son mur d'enceinte
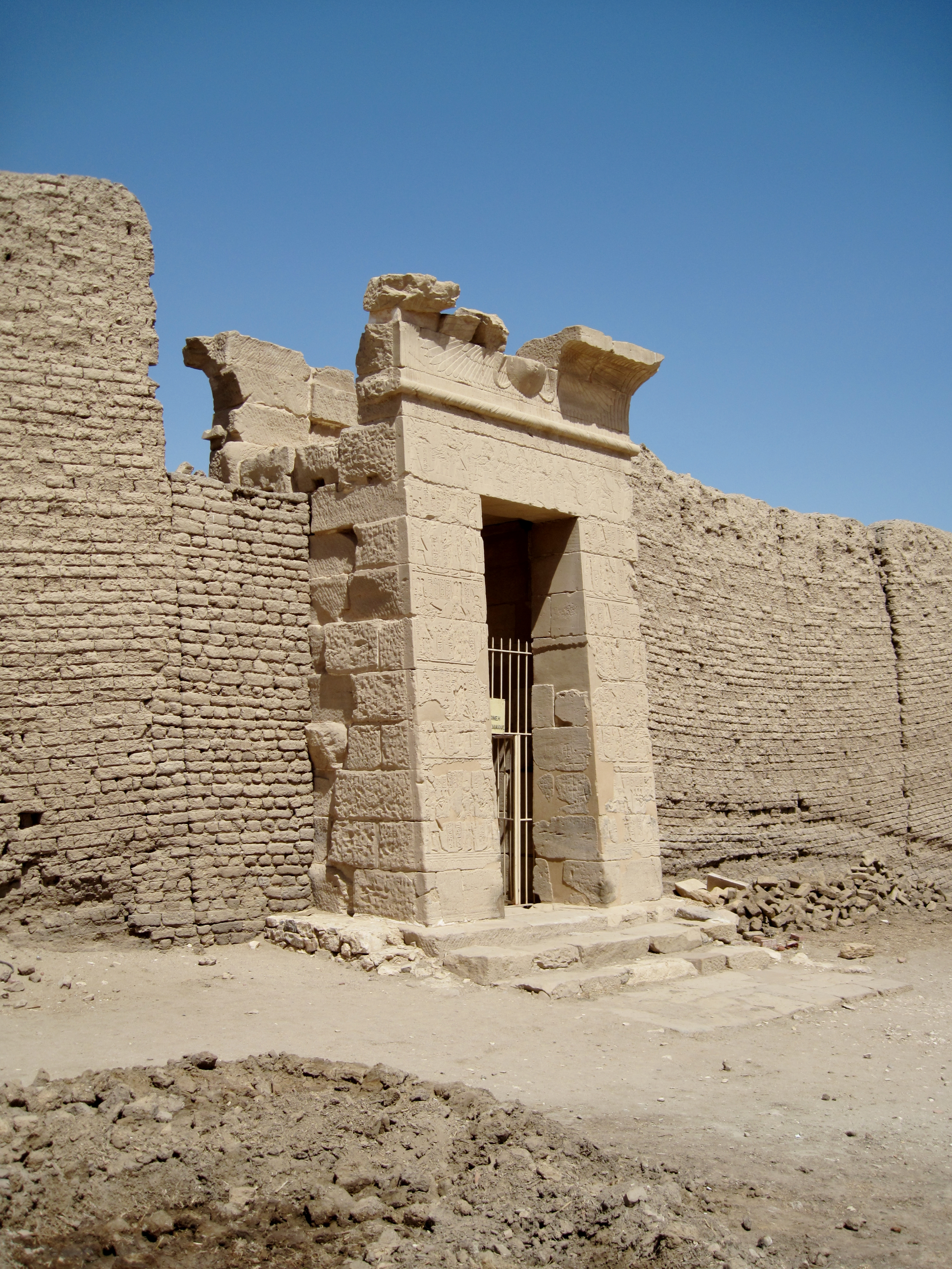
Pylône et mur d'enceinte
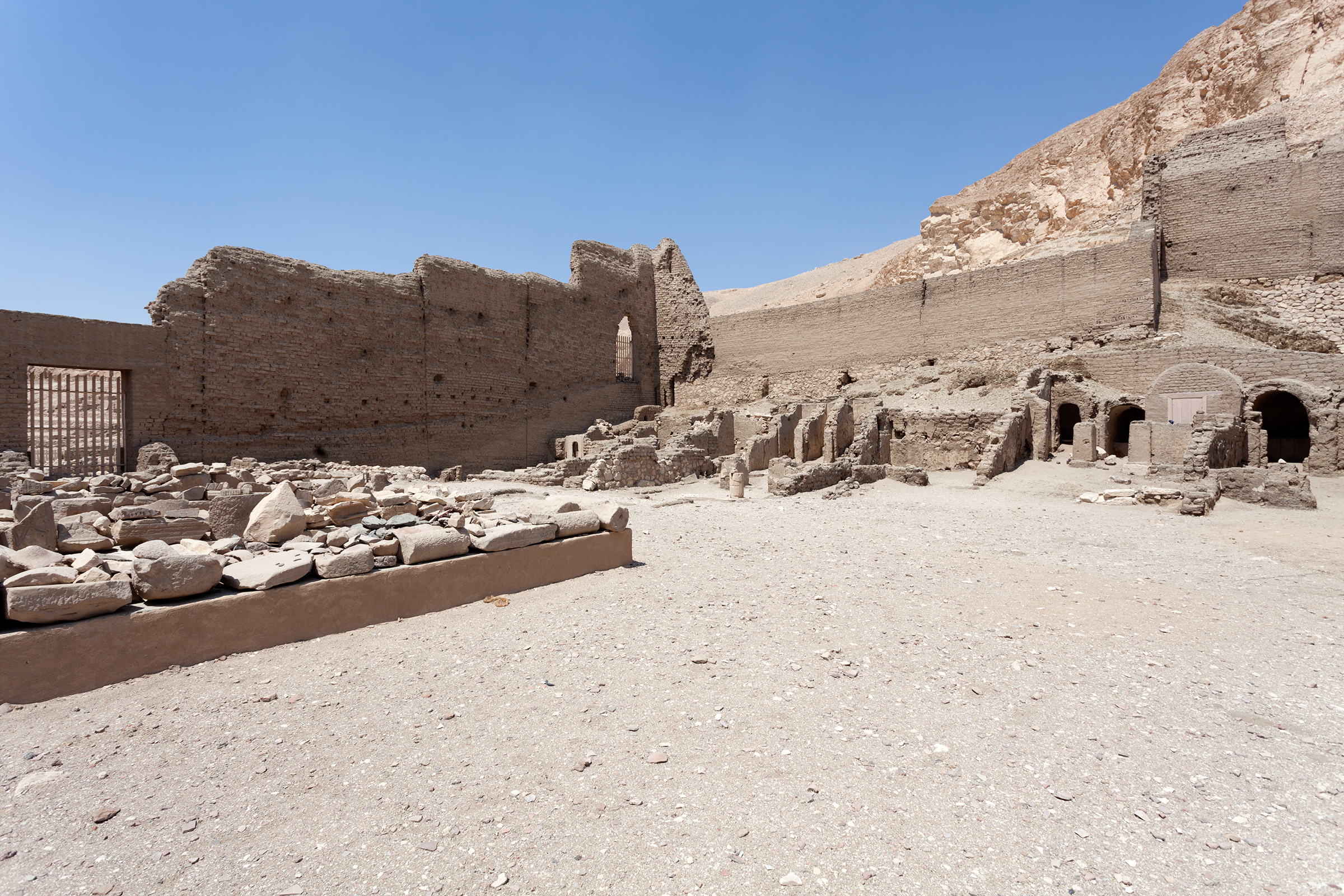
Chapelles extérieures
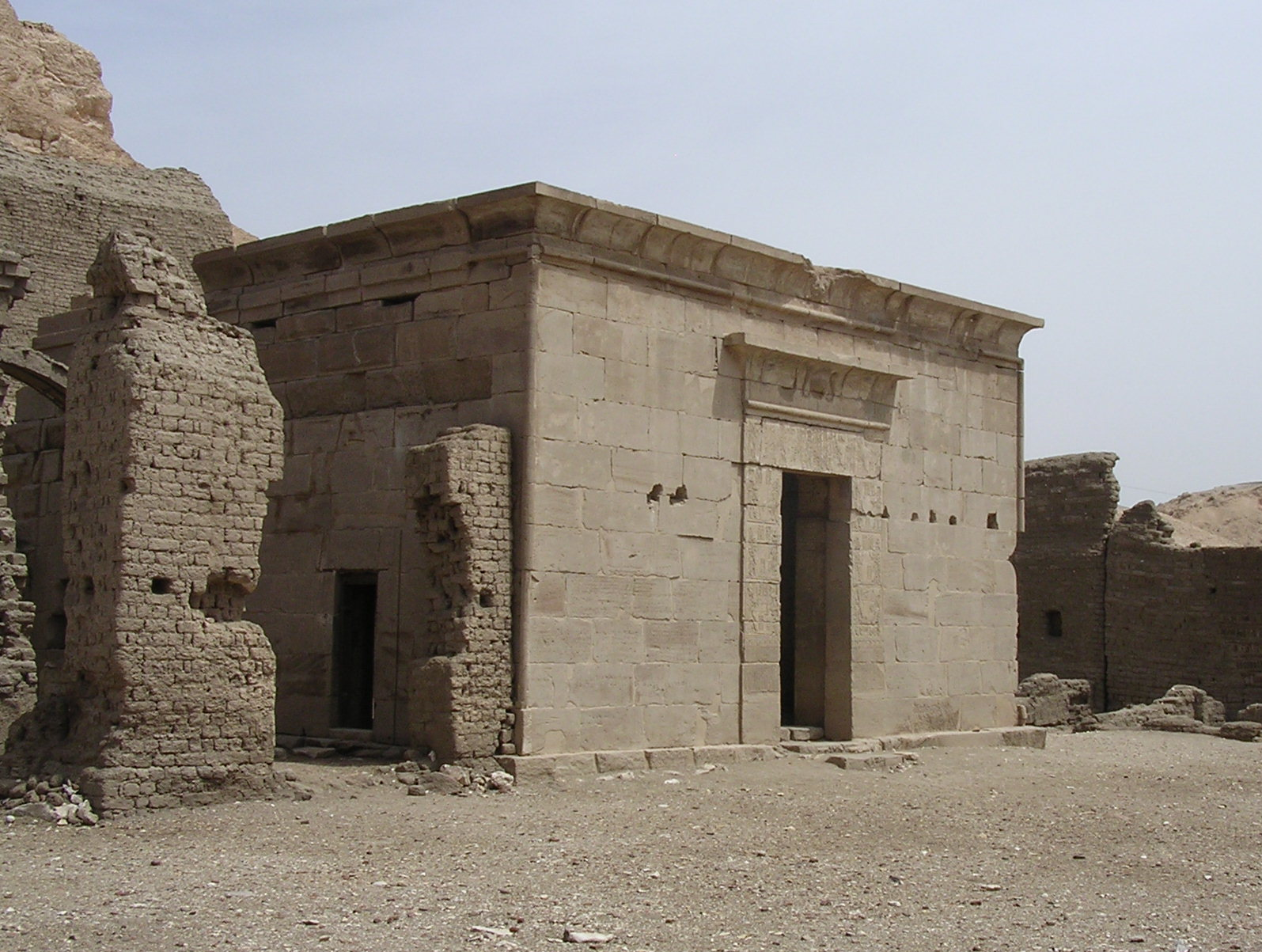
Le temple et le mammisi (à gauche)
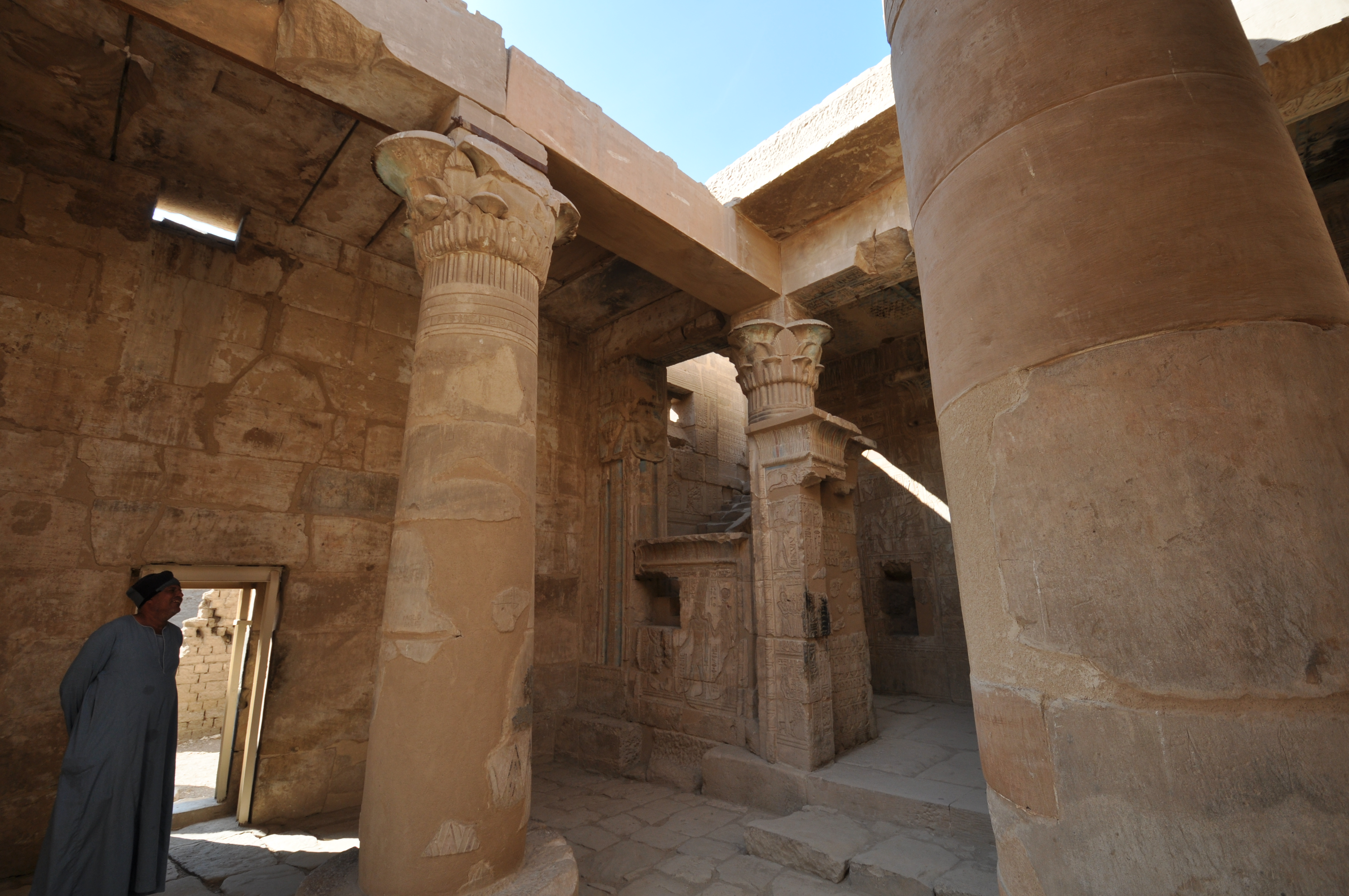
Péristyle
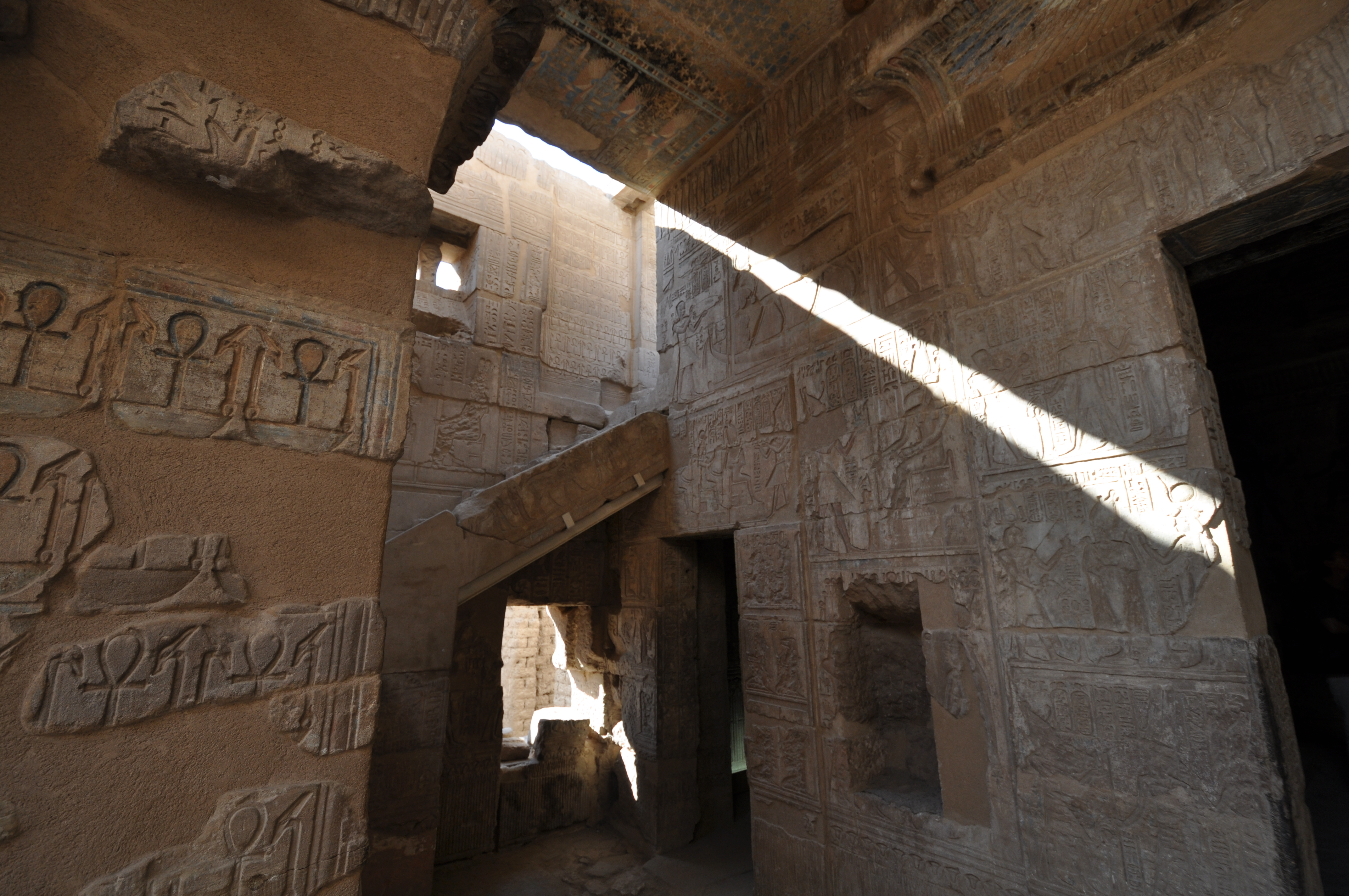
Pronaos
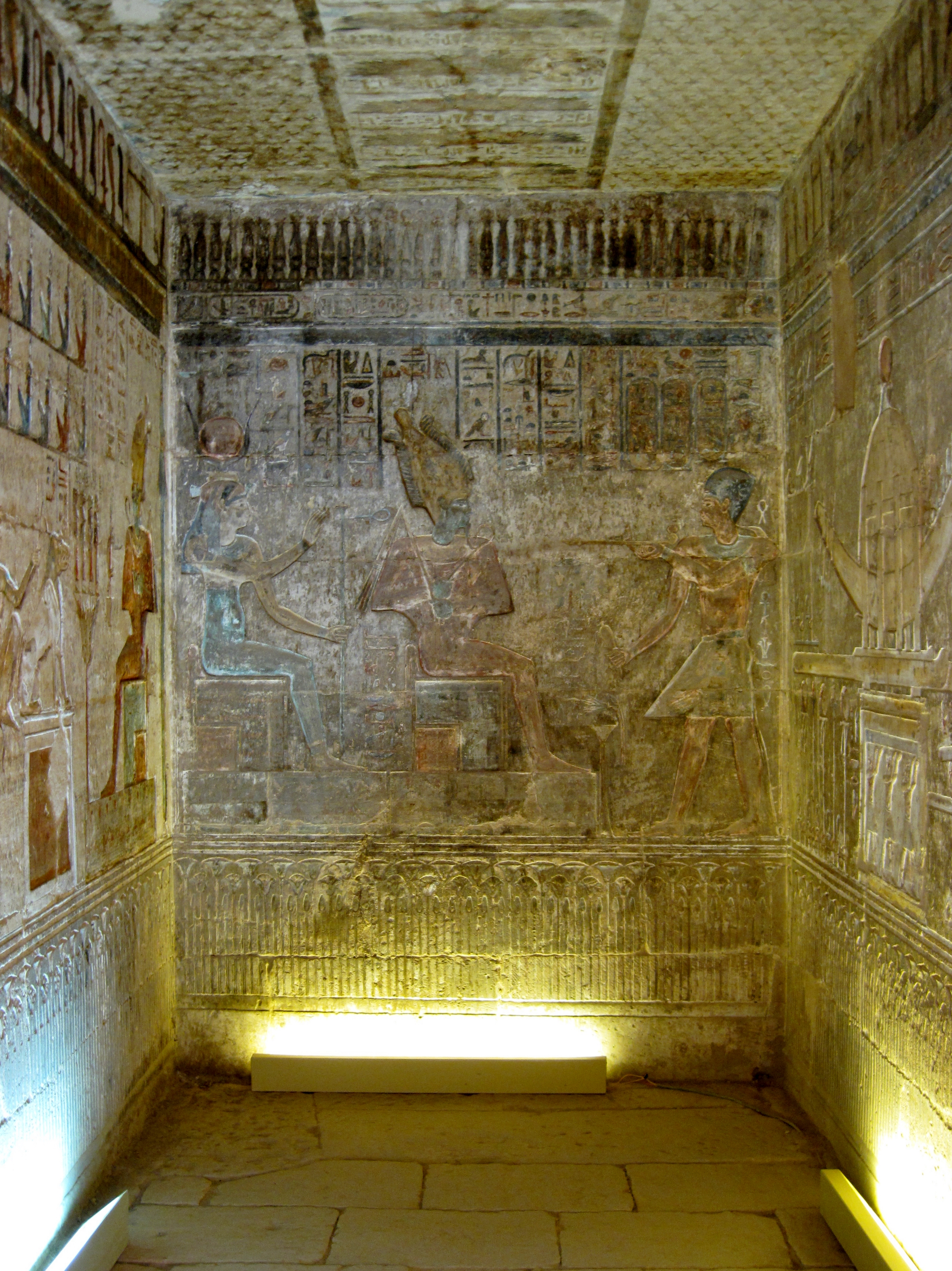
Chapelle de gauche
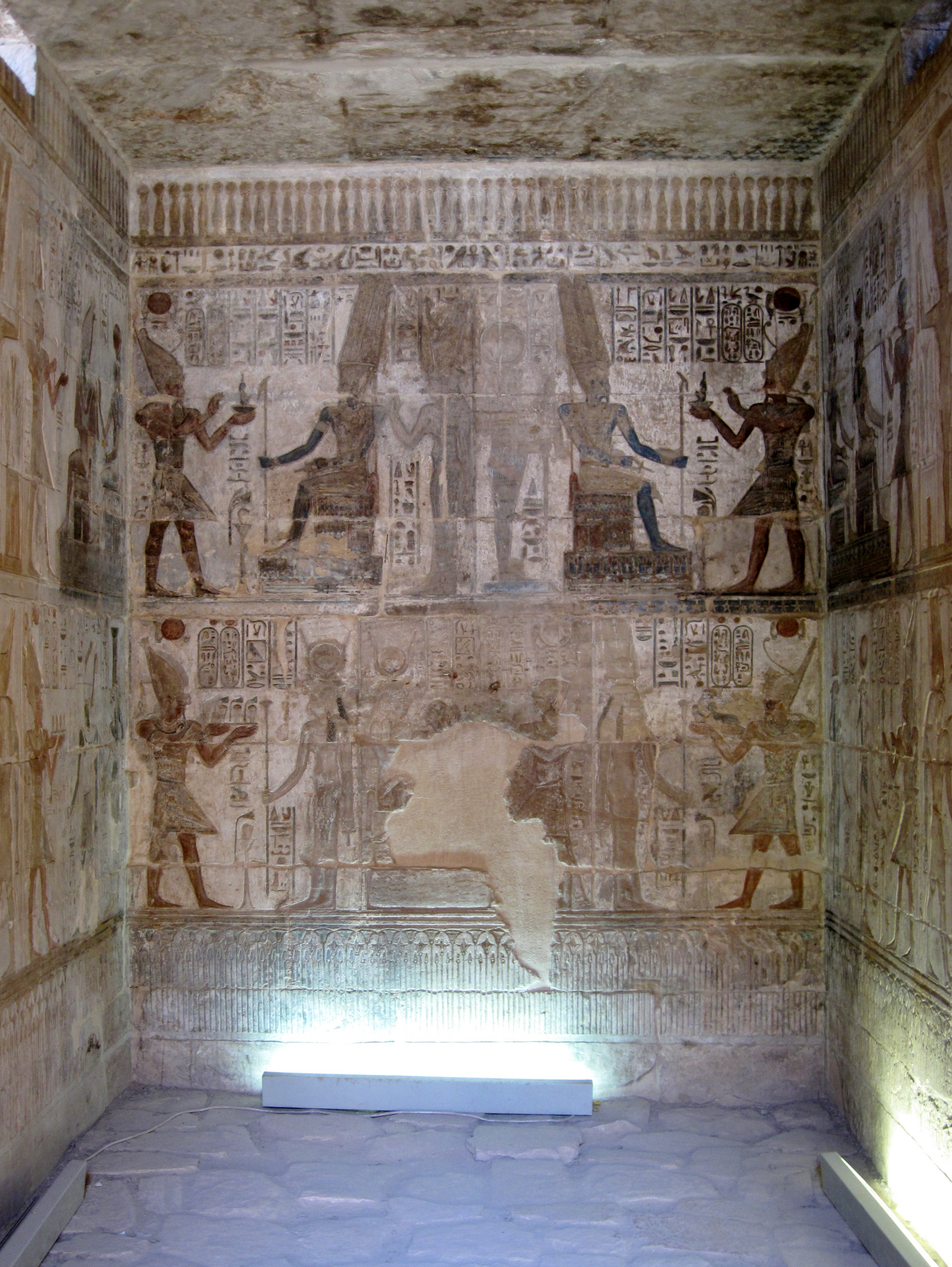
Chapelle centrale
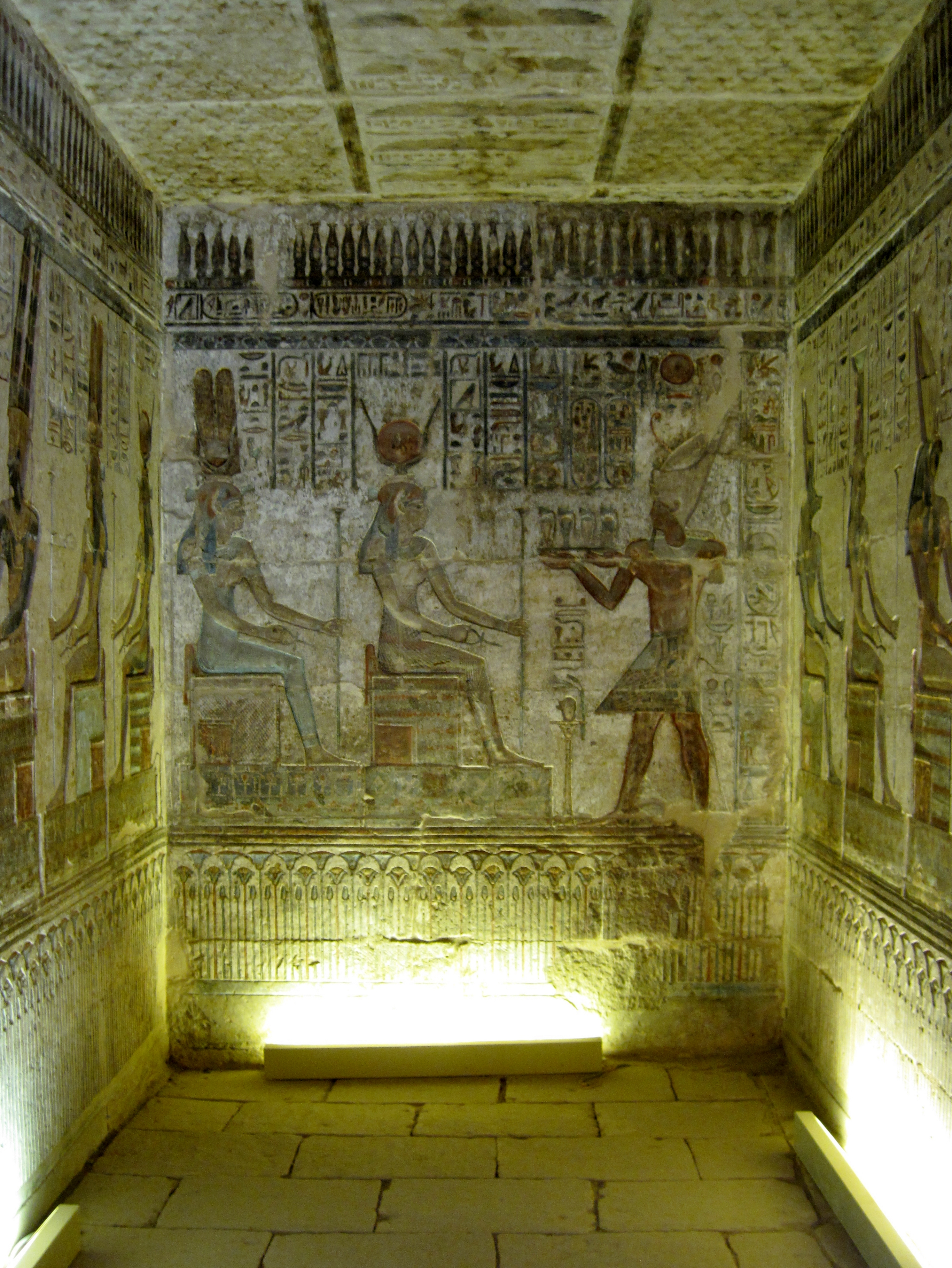
Chapelle de droite

## Histoire
La construction du temple a débuté sous Ptolémée IV Philopator et sa décoration s'est poursuivie tout au long de la période lagide, sous Ptolémée VI Philométor, Cléopâtre II, Ptolémée VIII Évergète II, Cléopâtre III, Ptolémée IX Sôter II, Ptolémée XII Néos Dionysos et même sous l'empereur Auguste. C'est à Ptolémée IX et Cléopâtre III que l'on doit la construction du mammisi. La chapelle d'Isis, datée d'Auguste, est le dernier ajout au temple.
Après l’événement du christianisme, un couvent copte est installé dans le temple, donnant son nom au village de Deir el-Médineh (« couvent de la ville »). À cette époque, un puits est creusé dans la cour du temple afin d'alimenter le couvent en eau.

Explorateurs Européens visitant le temple au XIXe siècle (View from Under the Portico of Dayr-el-Medeeneh, Thebes, par David Roberts).

Lorsque les premiers explorateurs Européens visitent la nécropole thébaine à la fin du XVIIIe siècle et au début du XIXe siècle, le temple ptolémaïque était le seul édifice de Deir el-Médineh à émerger des sables,. Le temple est étudié en détail pour la première fois par les savants Français de la Commission des sciences et des arts lors de la  campagne d'Égypte de Bonaparte (1798-1801). Ceux-ci assimilent Hathor à la déesse Isis et qualifient le temple de « Temple d'Isis » ou de « Temple de l'Ouest » (par rapport au Ramesséum). Par la suite, le temple est examiné par Jean-François Champollion durant l'expédition franco-toscane de 1828-1829. L'étude des hiéroglyphes révéla que le temple fut construit sous les Ptolémées et dédié à la déesse Hathor et non pas Isis. Le temple est ensuite étudié par l'archéologue allemand Karl Richard Lepsius dans les années 1840.
Au XXe siècle, le temple d'Hathor est brièvement étudié par l'égyptologue italien Ernesto Schiaparelli puis par le français Émile Baraize dans les années 1910. La plus grande partie des fouilles du temple est menée dans les années 1940 par une équipe de l'Institut français d'archéologie orientale dirigée par Bernard Bruyère.
Richement décoré et très bien conservé, ce temple est aujourd'hui ouvert à la visite.